# Anal Cunt
Anal Cunt (deutsch Analfotze) war eine US-amerikanische Grindcore-Band. Sie wurde außerhalb der Szene vor allem für ihren provokanten und ironischen Stil bekannt und beeinflusste die weitere Entwicklung sowohl des Grind- als auch des Hardcores in diese Richtung. Das Logo der Band besteht aus ihren Initialen A.C., wobei das „A“ im Bandlogo Anus-artig und das „C“ Vagina-artig stilisiert ist.

## Geschichte
Die Band wurde 1988 gegründet. Im gleichen Jahr ging sie auf ihre erste Tournee. 1991 veröffentlichte Slap A Ham Records den 7”-Sampler Bllleeeeaaauuurrrrgghhh! – The Record mit sechs unbetitelten Stücken von Anal Cunt. Mit der ebenfalls darauf vertretenen Band Meat Shits erschien im gleichen Jahr eine Split-7”-EP bei Wicked Sick Records. Außerdem erschien die CD Fast Boston HC bei Ecocentric Records. 1993 erschien Morbid Florist bei Relapse Records und Anal Cunt unterschrieb bei Earache Records. Im gleichen Jahr stritten sich Seth Putnam und Gitarrist John Kozik. Putnam gab Jahre später an, er wolle „das Arschloch nie mehr wieder sehen“. 1994 erschien bei Earache Records Everyone Should Be Killed und die Band ging auf eine Europa-Tournee. In Anbetracht der stärker werdenden Kontakte der Band zu rechtsextremistischen und eindeutig rassistischen Szenen trennte Earache Records sich von Anal Cunt.
Nach der Trennung von Earache Records wechselte die Band zu Menace to Sobriety Records. Dort folgte 2000 eine Split-EP mit The Raunchous Brothers. Auch Sandro Gessner von Regurgitated Semen Records bot Anal Cunt eine Plattform und veröffentlichte 2001 ihre Split-7”-EP mit Flächenbrand sowie die Single Warning von Putnams Projekt You’re Fired.
2004 verursachte ein Suizidversuch mit einer Überdosis Zolpidem einen Schlaganfall, der Putnam ins Koma versetzte. Nach seiner Rehabilitationsphase konnte er nur noch mit einer Krücke gehen, zunächst saß er bei Live-Auftritten noch im Rollstuhl. 2006 war die Band mit einem Titel auf dem Soundtrack des Gonzo-Films Fuck the System des Regisseurs Rob Rotten vertreten. Im selben Jahr verließen John Kozik und John Gillis gemeinsam die Band, woraufhin Josh Martin und Nate Linehan auf ihre alten Positionen zurückkehrten. 2008 kehrte Tim Morse als Ersatz für Linehan zu Anal Cunt zurück.
Am 11. Juni 2011 verstarb Seth Putnam im Alter von 43 Jahren an einem Herzinfarkt.

## Musikstil

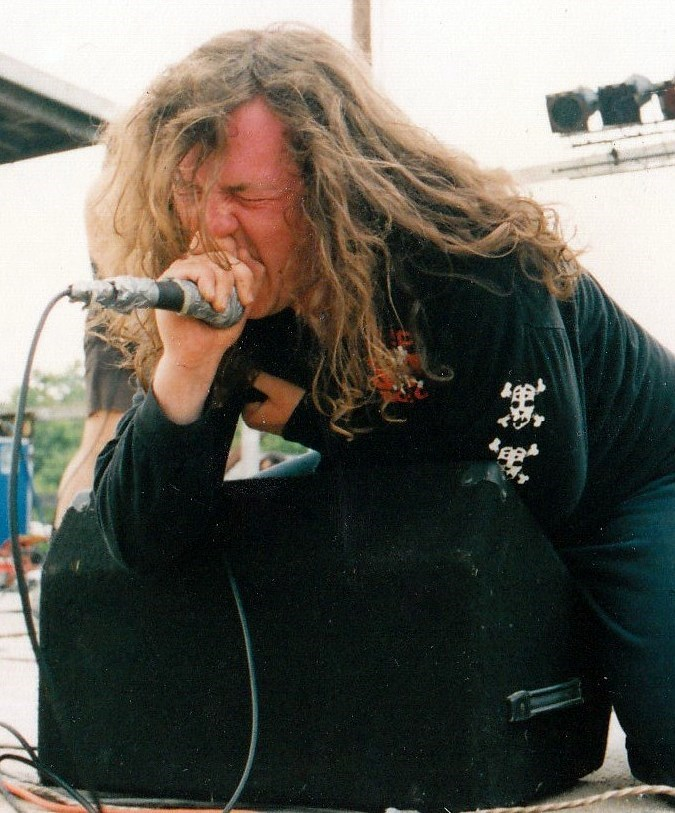
Seth Putnam, 1993

Die als Noisecore bezeichnete Musik von Anal Cunt bestand „zunächst nur aus improvisiertem Lärm“. Laut Ingo Taler wurde die Band musikalisch von Grindcore-Bands wie Napalm Death und US-amerikanischen Hardcore-/Speedcore-Bands wie Siege inspiriert und kombinierte „diese Spielarten zu einer Art Noise-Core, der sich durch infernalischen ‚Lärm‘ auszeichnet“. Auf der 88 Song E.P. merkte die Band an, dass keines der darauf enthaltenen Stücke „irgendwelche Texte, Song-Titel, und mit Ausnahme von etwa 6 von 7 Songs, keine für sie geschriebene Musik“ habe. Auf der 5643 Song EP wurden die Lieder zunächst auf 16 Spuren aufgenommen, „bevor sie später übereinander gemischt und als infernalischer Lärm veröffentlicht wurden“. Liedtitel verwandte Anal Cunt erst ab Morbid Florist. Sebastian Böhmer vom Legacy bezeichnete Anal Cunt als eine der „extremsten Bands dieses Planeten […]. Wer noch kränker und abgedrehter als dieses Trio klingt, kann eigentlich nur Schwachsinn in der Art von Merzbow und ähnlichen japanischen Bands fabrizieren.“
Mit der Zeit dehnte die Band „ihre Eruptionslängen von durchschnittlich zwei Sekunden auf oft-fast-eine-ganze-Minute-währende-Infernos“ aus, womit sie „noch schräger, schneller und brutaler“ daherkomme. Putnam begründete die von Böhmer attestierte „musikalische Weiterentwicklung hin zu komplexeren Songstrukturen“ anstatt der früheren „3-Sekunden-Blast-Monster“ damit, dass die Band „nicht mehr 50 Songs machen“ wolle, „die sich immer gleich anhören“. Während der 1990er wandte die Band sich vom Noisecore hin zum Grind- und Hardcore. Den Stil ihres letzten Studioalbums Fuckin’ A bezeichnete Martin Hamann vom Legacy als „Cock-Rock“. Es handle sich dabei „[i]m Prinzip […] um waschechten Punk und Rock’n‘Roll, aufgenommen mit dem typischen ANAL CUNT-Garagen-Sound und den zum Markenzeichen gewordenen Screams.“ Obwohl das Material nichts mit Grind- oder Noisecore zu tun habe, versprühe es „den ganz eigenen ANAL CUNT-Charme“ und reihe „sich mehr oder weniger nahtlos in eine Diskographie ein, die immer wieder von Überraschungen, Konventionsbrüchen und in gewisser Weise auch Unabhängigkeit geprägt war“.

## Texte und Kontroverse
Auf den ersten beiden Alben hatten die Stücke der Band noch teils selbstironische Titel, und sie inszenierte eine Szene-Debatte über den ‚kommerziellen Ausverkauf‘ und zog sie ins Lächerliche. Im Zusammenhang mit diesem Album bezeichnet Ingo Taler den homophoben Titel Art Fag als „Auftakt ihres bewussten Bruches zur ‚political correctness‘-Haltung“. Ab dem Album 40 More Reasons to Hate Us von 1996 setzte Anal Cunt „bewusst auf sexistische und homophobe Aussagen“, ging damit „auf Konfrontationskurs zur ‚political correctness‘ Fraktion der HC – Szene“ und brach mit dieser.
Bei It Just Gets Worse druckte die Band erstmals ihre Texte ab. Auf die Frage, was die Band ausdrücken wolle, antwortete Putnam: „Gar nichts. Wir sind nur ein paar Arschlöcher, die alles hassen und möglichst viel Ärger wollen.“ Er habe es „schon immer witzig“ gefunden, „wenn Frauen verprügelt werden“. Beispiele für misogyne Titel sind Kill Women, You’re Pregnant, So I Kicked You in the Stomach, Women: Nature’s Punching Bag und Domestic Violence Is Really Really Really Funny. Ein anderes sich wiederholendes Thema für Liedtitel war X is gay, wobei jeweils das X ersetzt wurde durch einen beinahe schon beliebigen Begriff. Beispiele sind Tim Is Gay, The Internet Is Gay, Technology Is Gay, You’re Gay, Recycling Is Gay, All Our Fans Are Gay, und The Word ‘Homophobic’ is Gay. Auch andere Metal-Musiker wurden oft in ihren Texten angegriffen. Ein Lied gegen ein Kind von Eric Clapton musste umbenannt werden, weil Earache Records befürchtete, dass Clapton rechtliche Schritte gegen die Plattenfirma einleiten könnte. Mit Easy E Got AIDS from Freddy Mercury griff die Band sowohl Eazy-E von N.W.A als auch Freddie Mercury von Queen an. Die sich aus den bei It Just Gets Worse erstmals abgedruckten Texten ergebende Kontroverse führte dazu, dass Earache Records sich von der Band trennte. Ausschlaggebend für diese war Anal Cunts „bislang ungewohnte Sympathie für den Nationalsozialismus, die auf ihrem Album in den Mittelpunkt rückte“. Unter anderem schrieb die Band Lieder namens Body by Auschwitz, in dem „ein fetter Mann dort hingeht um abzunehmen“, Hitler Was a Sensitive Man und I Sent Concentration Camp Footage to America’s Funniest Home Videos. Ihrem Hintergrundchor gab die Band den Namen Anal Cunt Gestapo. Laut Taler „hätten die von Anal Cunt bekannten Diskriminierungen von Frauen und Homosexuellen schon zur Entrüstung ausreichen sollen, wozu allerdings Textausfälle wie die Vergewaltigungsphantasie im Song ‚I Sent A Thank You Card To The Guy Who Raped You‘ nicht führten“. Dass Earache Records sich nur an den Liedtexten störte, die den Nationalsozialismus verharmlosen und verherrlichen, werde durch die 2003 veröffentlichte US-amerikanische Nachpressung deutlich, in deren Beiheft „die vom Label beanstandeten Texte mit dem Slogan ‚Anal Cunt fucking offensive‘ überdruckt wurden und dadurch unkenntlich gemacht wurden“. Dies betraf nur die NS-bezogenen Texte, nicht die homophoben und misogynen.
Für die Split-EP mit The Raunchous Brothers ließ Anal Cunt sich vor den Toren des ehemaligen KZ Dachau und seiner Inschrift „Arbeit macht frei“ ablichten. Im Lied Hogging up the Holocaust werden die jüdischen Opfer des Holocaust verunglimpft und „ihnen eine Ausnutzung ihres Opferstatus“ vorgeworfen. In I’m Hitler identifiziert die Band sich mit Adolf Hitler. In Ha Ha Holocaust vom Sampler 13 Bands Who Think You’re Gay von 2004 bezeichnet Anal Cunt „die Verhöhnung von Opfern des Holocaust als inhaltliche Abwechslung zu dem Verfassen von Liedern über Vergewaltigungen“.
Die Haltung der Band wird oft als ironisch oder als bloße Provokation wahrgenommen. Inwiefern sie als konsequent satirisch bezeichnet werden kann, ist in Anbetracht vielfacher Kontakte zum eindeutig rechtsextremen Spektrum (vgl. v. a. die Split-Single mit The Raunchous Brothers) fragwürdig geworden. Seth Putnam wird auch mit der rechtsextremen Band Vaginal Jesus, die sehr harte, rassistische Texte hat, in Verbindung gebracht. Er outete sich im rechtsextremen Magazin Resistance als Kopf der Band. Seither weigerten sich Zeitschriften wie beispielsweise das Magazin Rock Hard, über Anal Cunt zu berichten. Der Popularität Anal Cunts schadete Putnams Bekenntnis jedoch nur wenig. Insbesondere die europäische Hardcore-Szene konnte sich laut Ingo Taler nur schwer mit dieser Vorstellung anfreunden. Ein Punk-Festival im norwegischen Stavanger etwa sagte 2006 der rechtsextremen Band Les Vilains wegen deren Gesinnung ab, ließ jedoch Anal Cunt im selben Jahr auftreten. Beim Trust-Magazin hingegen distanzierte sich der Herausgeber Dolf Hermannstädter wegen der NS-Verbindungen von Anal Cunt, während der Mitarbeiter Jan schrieb, er glaube „zwar immer noch nicht, dass Anal Cunt eine rechte Band ist“, die Band habe jedoch mit ihren Schwulenwitzen „längst genug provoziert“. Ihm genügte die Homophobie der Band für seine Kritik an dieser. Auf dem letzten Album Fuckin’ A vor Putnams Tod wirkten mehrere Musiker aus den rechtsextremen Bands Mudoven, Vaginal Jesus und The Raunchous Brothers mit. Als weiteren Beleg für die „unzureichende Auseinandersetzung mit Protagonisten der extremen Rechten in der HC-Punk-Szene“ führt Taler einen Nachruf des Ox auf Putnam an, in dem es heißt, dieser habe „sich vom zwar provozierenden, aber akzeptablen Enfant terrible in den letzten Jahren zu einer etwas fragwürdigen Figur entwickelt“. Mit dieser „Verharmlosung eines Neonazis“ liefere das Ox „ein bezeichnendes Bild ab, wie unkritisch und unsachlich sich ein Teil der HC-Punk-Szene mit Neonazis beschäftigt und was von ihrem selbst formulierten Anspruch ‚gegen Nazis‘ zu sein, in der Praxis zu halten ist“.

## Diskografie

### Demos & EPs
- 1988: 47 Song Demo (Demo)
- 1988: 88 Song E.P. (EP)
- 1989: 5643 Song EP (EP)
- 1989: We’ll Just Have to Acclimatize Ourselves to the Post-Nuclear Area (Split-7″ mit Seven Minutes of Nausea)
- 1991: Another EP (7″)
- 1991: Another Split EP (Split-7″ mit Meat Shits)
- 1991: Split-7″ mit Psycho
- 1991: Unplugged (7″)
- 1991: Live EP (7″)
- 1993: Morbid Florist (7″/CD)
- 1993: Breaking the Law (7″)
- 1995: Stayin’ Alive (Oi! Version) (7″)
- 1997: In These Black Days: A Tribute to Black Sabbath Vol. I (Split-7″ mit EyeHateGod)
- 2000: Split E.P. (Split mit The Raunchous Brothers)
- 2001: Defenders of the Hate (7″)
- 2001: Howard Is Bald
- 2001: Split-7″ mit Flächenbrand
- 2011: Wearing Out Our Welcome (Download, CD)

### Studioalben
- 1994: Everyone Should Be Killed (Earache Records)
- 1995: Top 40 Hits (Earache Records)
- 1996: 40 More Reasons to Hate Us (Earache Records)
- 1997: I Like It When You Die (Earache Records)
- 1998: Picnic of Love (Off The Records)
- 1999: It Just Gets Worse (Earache Records)
- 2008: 110 Song LP/CD (Wicked Sick Records)
- 2010: Fuckin’ A (PATAC Records)

### Kompilationen und Livealben
- 1991: Fast Boston HC (Best Of)
- 1994: Old Stuff, Part Two (Best Of)
- 1999: Live in N.Y.C./Live in L.A. - (Split-Album mit Insult)
- 2000: The Early Years 1988–1991 (Best Of)
- 2002: Very Rare Rehearsal from February 1989
- 2007: Defenders of the Hate (Best Of)
- 2008: Old Stuff Part 3
- 2001: The Old Testament 1988–1991 (2CD)